# IT-1
Der IT-1 (russisch ИТ-1: Истребитель танков-1, Transkription Istrebitel tankow-1, deutsch Panzerjäger-1) war ein von 1968 bis 1970 hergestellter sowjetischer Raketenjagdpanzer auf Basis des T-62, der mit Panzerabwehrraketen vom Typ 3M7 „Drakon“ bewaffnet war.

## Entwicklung
Unter der Bezeichnung Objekt 150 wurde das Konzept eines Jagdpanzers mit Raketenbewaffnung am 22. Juli 1960 der Staatsführung der UdSSR präsentiert; im September 1964 erfolgte die Vorstellung eines Vorserienmodells im Rahmen einer Waffenschau. Dabei wurden gegen Ziele in 3000 Metern Entfernung drei Raketen gestartet und per Funk ins Ziel gesteuert. Die Entwickler verwendeten zur Fernlenkung der Rakete keinen Draht, der Fahrzeug und Rakete verbunden hätte, sondern eine Funkfernsteuerung, weil man der Ansicht war, eine Drahtlenkung würde das Fahrzeug in seiner Beweglichkeit einschränken. Der Draht hätte abreißen und die Kontrolle über die Rakete damit verloren gehen können.
1965 war die Entwicklung abgeschlossen, aber erst nach weiteren Anpassungen wurde 1968 die Serienproduktion genehmigt.
Die Wanne mit den mechanischen Komponenten wurde nahezu unverändert vom T-62 übernommen. Der Jagdpanzer erhielt einen neuen, flacheren Turm, auf dessen Dach sich in der Mitte eine Luke für die Raketenstartvorrichtung befand. Das Turm-Maschinengewehr des T-62 blieb zur Nahbereichsverteidigung erhalten.
Bis zur Einstellung der Produktion 1970 wurden im Uralwagonsawod etwa 220 Fahrzeuge hergestellt.

## Aufbau und Funktion
Die Besatzung bestand aus dem Fahrer, dem Raketenschützen und einem Kommandanten. Der Fahrer saß wie beim T-62 vorne links. Kommandant und Richtschütze befanden sich im Turm, in dem auch die Waffenanlage untergebracht war. Zwölf Reserveraketen befanden sich in einem Lademechanismus unterhalb der auf dem Turmdach installierten Startvorrichtung. Drei weitere Raketen wurden außerhalb des Lademechanismus untergebracht. Zum Start wurde eine Rakete automatisch auf die Startrampe geladen, während die Besatzung im Turm unter dem Panzerschutz verblieb. Der Turm wurde vom Richtschützen elektrisch, bei Ausfall des Schwenkwerkes auch manuell, in die Richtung des Zieles geschwenkt und die Rakete mit leichter Überhöhung gestartet. Die Waffe beschleunigte beim Start auf 217 m/s; 0,5 Sekunden nach dem Start hatte das System im Jagdpanzer eine Funkverbindung zur Rakete aufgebaut und der Richtschütze konnte sie nun über seine Optik fernlenken. Dazu wurde ein Leuchtpunkt, der die Position der Rakete symbolisierte, auf sein Zielfernrohr projiziert, an dessen Lage er die notwendigen Steuerbefehle zum Erreichen des Ziels feststellen konnte. Die maximale Reichweite der Waffe lag bei 3000 Metern, die minimale Entfernung, in der die Rakete noch verwendet werden konnte, lag bei 300 Metern, da der Zünder der Waffe erst nach 1 bis 1,5 Sekunden Flugzeit automatisch scharf geschaltet wurde. Die Durchschlagsleistung des Hohlladungsgefechtskopfes der 60 kg schweren Rakete betrug etwa 250 mm Panzerstahl bei einem Auftreffwinkel von 60°. Der Panzer war nicht nachtkampftauglich.
Etwa 25 Sekunden nach dem Start wurde das System automatisch zurückgesetzt und die nächste Rakete konnte gestartet werden.

## Einsatz

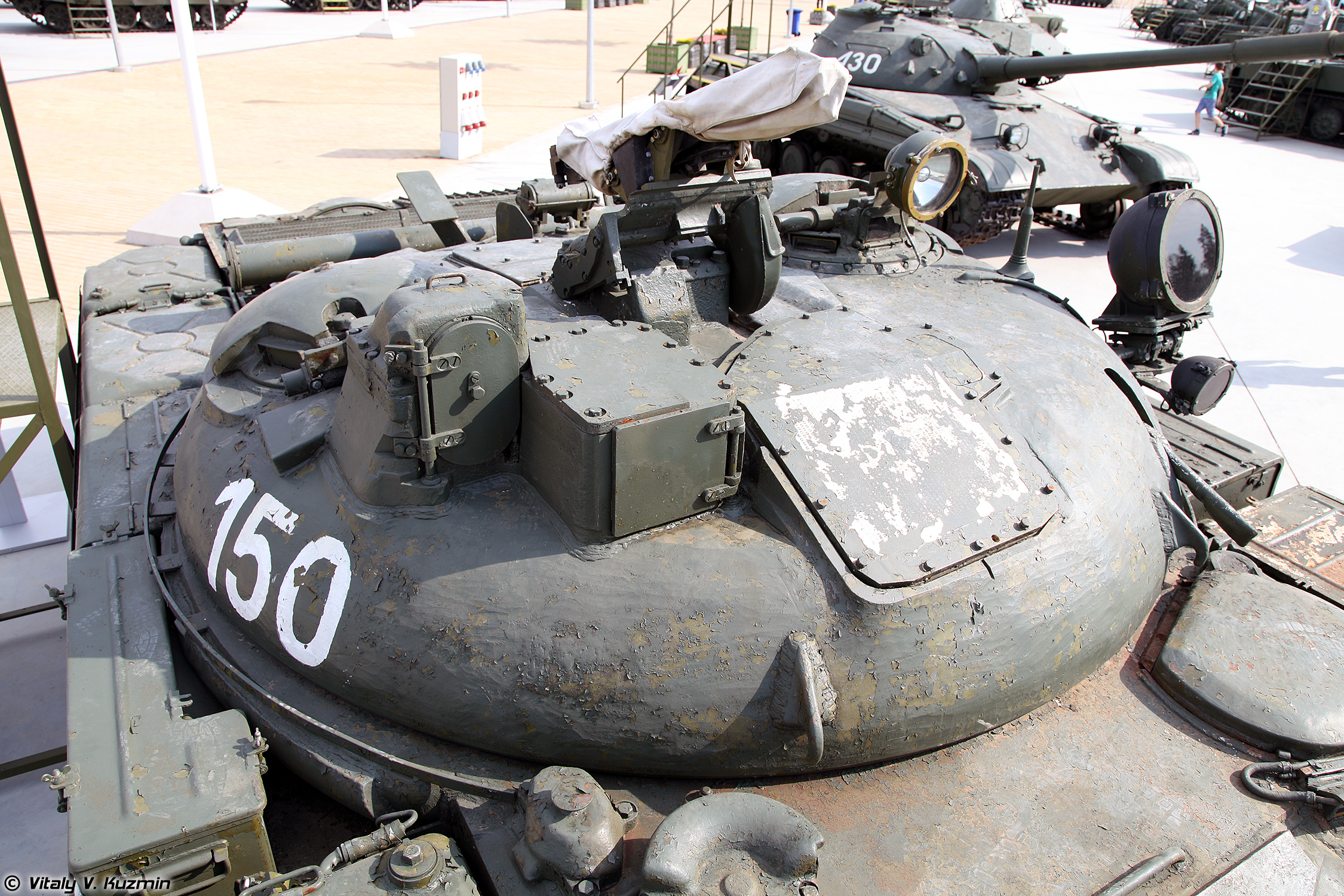
Turm eines IT-1 (2015)

Der IT-1 kam nur in zwei Bataillonen zum Einsatz, nahm nie an Kampfhandlungen teil und wurde nie in andere Staaten exportiert. Die Einheiten sollten zur Unterstützung von motorisierten Schützendivisionen in besonders panzergefährdeten Abschnitten eingesetzt werden.
Es zeigte sich, dass die Anforderungen an die Fähigkeiten der Besatzung, die einen Raketenstart durchführen sollte, so hoch waren, dass Wehrdienstleistenden in ihrer begrenzten Dienstzeit nicht beigebracht werden konnte, eine Rakete erfolgreich zu starten. Der Jagdpanzer erwies sich für die Leistung der Rakete als zu schwer und sein Aufgabenspektrum wurde von den mittlerweile weit verbreiteten leichten Panzerabwehrsystemen, wie der 9K111 Fagot, weitgehend abgedeckt.
Die Fahrzeuge wurden schließlich aus ihren Einheiten abgezogen und zu Transportpanzern BTS-4W (russisch БТС-4В) umgebaut.